# Académie d’Arras
Die Académie des sciences, lettres et arts d’Arras oder einfach nur Académie d’Arras ist eine französische Gelehrtengesellschaft mit Sitz in Dainville. Sie veranstaltet regelmäßig öffentliche Vorträge sowie eine Kunst-Biennale. Daneben vergibt sie regelmäßig einen Geschichtspreis an Studenten der Universität Artois.

## Geschichte
Die Gesellschaft wurde am 22. Mai 1737 als Société littéraire d’Arras (Literarische Gesellschaft von Arras) gegründet und 1773 zur Académie royale erhoben. Am 4. Februar 1786 wählte die Akademie den jungen Anwalt Maximilien de Robespierre einstimmig zu ihrem Vorsitzenden. Im Zuge der Französischen Revolution wurde sie 1793 wie andere Gelehrtengesellschaften vom Nationalkonvent aufgelöst, konnte jedoch 1817 als Société royale d’encouragement pour les sciences, les lettres et les arts wiederbegründet werden.

## Mitglieder
- Mathieu-Antoine Bouchaud
- Arthur Dinaux
- Antoine-Adrien Lamourette
- Marcel Jérôme Rigollot
- Maximilien de Robespierre
- Jean-Baptiste Rondelet